# Pundungsari (Trucuk)
Pundungsari is een bestuurslaag in het regentschap Klaten van de provincie Midden-Java, Indonesië. Pundungsari telt 2871 inwoners (volkstelling 2010).